# Akinator
Akinator is een smartphonespel uit 2007 dat is ontwikkeld door het Franse Elokence.
Het spel probeert een fictief of een echt personage te raden die de speler in gedachten heeft. Dat doet het spel door een serie van vragen te stellen. Het maakt gebruik van een programma voor kunstmatige intelligentie dat de beste vragen leert stellen door zijn ervaring met spelers.

## Spelregels
De Akinator stelt een serie vragen en die moet de speler dan antwoorden met "Ja", "Waarschijnlijk wel", "Weet ik niet", "Waarschijnlijk niet" of "Nee" om het desbetreffende personage te raden. Als de Akinator het personage denkt te weten, laat de Akinator zien waar hij aan denkt en dan kan de speler aangeven of het antwoord klopt. Als het personage een paar keer achter elkaar verkeerd wordt geraden, vraagt het spel de gebruiker om de naam van het personage in te voeren, om de database met keuzes uit te breiden.

## Aki Awards
Als de Akinator een personage raadt dat de speler in gedachte had krijgt men er een prijs voor. Als men een personage raadt dat niet vaak geraden wordt, is het personage zeldzaam. Hoe zeldzamer, hoe hoger de Aki-prijs. De hoogste Aki-prijs is "black". En de laagste en dus meest voorkomende is de "standard" Aki-prijs.

## Daily Challenge
Elke dag geeft de Akinator een "Daily Challenge" of dagelijkse uitdaging om vijf personages te raden. Een voorbeeld daarvan kan zijn vijf bekende piraten of vijf bekende fictieve personages met een baard. De daily challenge is elke dag anders en men kan er extra muntjes verdienen. Ook krijgt de speler per personage van de daily challenge een Daily Challenge Aki-prijs.